# 720 a.C.
Il 720 a.C. (DCCXX a.C. in numeri romani) è un anno  dell'VIII secolo a.C.

## Eventi
- Probabile fondazione di Sibari da parte di coloni achei.
- Acanto di Sparta vince le gare di dolico e di diaulo nella XV Olimpiade